# Reino de Osraige

Irlanda c. 900. El reino de Osraige se encontraba entre los reinos más extensos de Munster y Leinster, y correspondió aproximadamente a la zona del actual Condado de Kilkenny.

El reino de Osraige (en inglés: Ossory) fue un reino independiente de Irlanda entre los reinos de Leinster y Munster, entre los siglos I y IX. Fue aliado durante varios siglos del Corcu Loígde o Dáirine, de Munster.
Los Osraige, un pueblo emparentado con los Ulaid, poblaron el Condado de Kilkenny y zonas de la vecina Condado de Laois.

## Reyes
Uno de los reyes más célebres de Osraige fue Cerball mac Dúnlainge, que falleció en 888, y fue antepasado de los FitzPatrick, apellido que se introduce con la llegada de los normandos. Cerball se alió con los invasores vikingos y, a través de sus hijas, sería el antepasado de varias familias importantes de Islandia. 
La familia Mac Giolla Phádraig o FitzPatrick, reinó hasta su sumisión ante Enrique VIII de Inglaterra en 1537. Y tres años más tarde, en 1541, a cambio de haber prometido abolir todo recuerdo del Papa y de asegurarse de que solo se hablara el inglés en el reino, Brían Óg Mac Giolla Phádraig fue nombrado Baron Upper Ossory.